# Berg (rheinländisches Adelsgeschlecht)

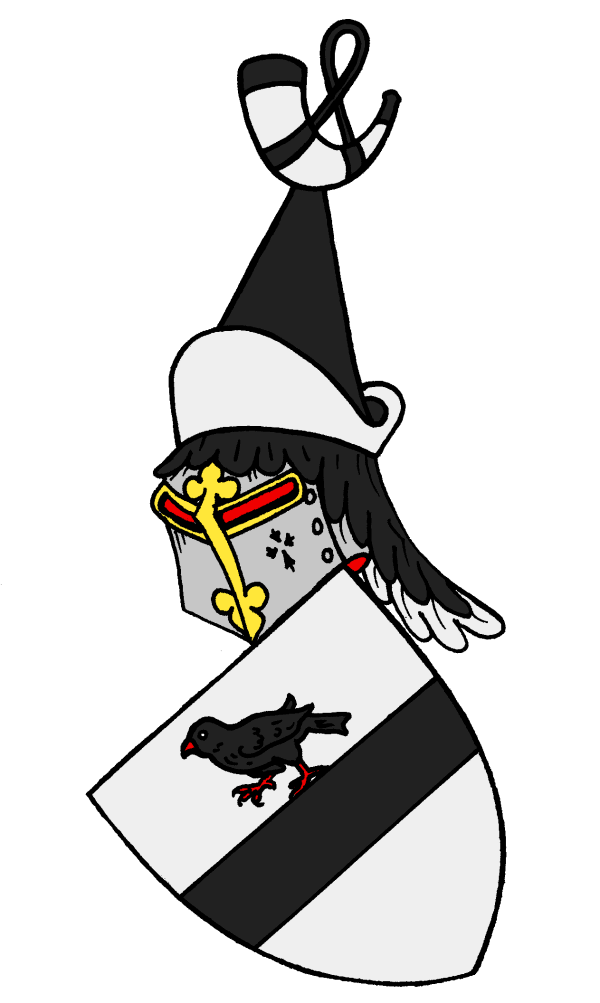
Wappen derer von Berg-Durffendal

Berg oder Berge ist der Name eines erloschenen rheinländisches Adelsgeschlechts.

## Geschichte
Die Familie zählt zum jülichen Uradel und hatte ihren Stammsitz in Dürffenthal bei Ülpenich. Mit Christian von Durffendale, mit dem auch die gesicherte Stammreihe beginnt, wurde das Geschlecht im Jahre 1357 erstmals urkundlich erwähnt. Die Berg teilten sich bereits im Mittelalter in zwei eigenständige Stämme. 
Berg genannt Durffendal
Diese nannten sich nach ihrem Stammhaus Dürffenthal, das bis 1808 bei der Familie bleiben sollte. Anfang des 15. Jahrhunderts wurde Daniel von und zu Berg als Herr zu Dürffenthal genannt. Ein Balduin von Berg genannt Durffendal schenkte im Jahre 1502 dem Kloster Marienwald einen Zehnten von Druffendal. 1594 hat wohl ein Gerhard von Berg genannt Durffendal das „Haus Schornstein“ in Köln besessen. Er war mit Maria von Frentz vermählt und hatte einen Sohn Balduin, der wiederum mit Carda von Hoemer verehelicht war. Der Ur-Urenkel eines Wilhelm Adolph von Berg genannt Durffendal, Johann Balduin Christoph Wolfgang von Berg genannt Durffendal schwor 1781 bei der jülichen Ritterschaft auf. 1827 wurde derselbe in den Freiherrenstand aufgenommen. Er soll nach Kneschke auch Schloss und Herrschaft Seinsfeld bessen haben, das jedoch nach anderer Quelle bereits 1794 durch einen Freiherr Ernst von Berg veräußert wurde. Zuletzt genannt wurden Freiherr Ernst auf Mellich und Freiherr Franz Georg Edmund Maria Hubert von Berg genannt Dürffendhal, der am 10. Juli 1829 in Rheinbach in die Ritterschaftsmatrikel der Klasse der Freiherren (Nr. 30) aufgenommen wurde.
Berg genannt Blens
Diese nannten sich nach ihrem Stammhaus Burg Blens. Balduin von Berg genannt Blens war in den Jahren 1444–1473, wie später sein Sohn Gerhard in den Jahren 1466–1473 fürstlich jülicher Rat. Über dem Torbogen der Burg Irnich findet sich das Wappen der Berge zu Blens, was auf eine Bauzeit vor 1491 und natürlich einen dahingehenden Besitz der Burg hindeutet. Ein weiterer Gerhard († 1520) war Hofmeister des jülichen Herzogs und hinterließ aus der Ehe mit Barbara von Frankenberg einen Sohn Wilhelm, der sich wiederum mit Eva von Hetzingen vermählte. Seit Beginn des 16. Jahrhunderts besaßen die Berg genannt Blens auch Burg Hausen, bis diese durch Heirat und Erbschaft vor 1571 an die Kolff von Vettelhofen kam. Ebenfalls zum Besitz der Familie gehörte Lüppenau bei Düren.
Eine Familie Berg genannt Gülich ohne gesicherte Anbindung oder Zugehörigkeit an die oben genannten, besaß noch im 17. Jahrhundert die Güter Berge und Hausdorf.

## Wappen

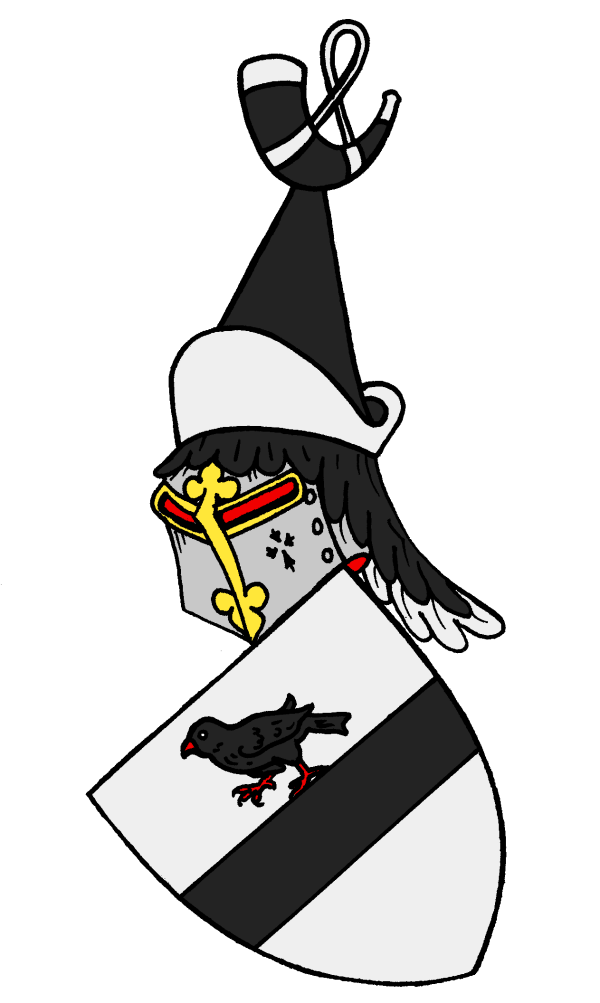
Wappen derer von Berg-Blens

Blasonierung: Das Stammwappen zeigt ein Schild in Silber einen schwarzen Querbalken, besetzt mit einem schwarzen Vogel mit roten Füßen und ebensolchem Schnabel. Auf dem Helm mit schwarz-silbernen Decken, führten die Berg genannt Durffendal einen schwarzen, silbern aufgeschlagenen Spitzhut, besetzt mit einem silbernen, schwarz beringtem und bebandetem Hifthorn; die Berg genannt Blens hingegen ein schwarzes, silber beringtes und bebandetes Hifthorn.